# Austrosciapus fraudulosus
Austrosciapus fraudulosus är en tvåvingeart som beskrevs av Daniel J. Bickel 1994. Austrosciapus fraudulosus ingår i släktet Austrosciapus och familjen styltflugor. Inga underarter finns listade i Catalogue of Life.